# 紅光牌坊
29°4′27.77″N 106°26′23.46″E / 29.0743806°N 106.4398500°E
紅光牌坊，位於重慶市江津賈嗣鎮龍山鄉紅光村北300米趕家壩，修建於道光十年(1830年)，是一座百歲牌坊，是重慶市江津区文物保護單位。
在文革時期險被拆除，但因牌坊在民房旁，如若拆除將會損毀村民房屋，並寫上毛語錄才得以保存。近年來已將覆蓋的毛語錄去除，但部分文字遭到破壞。

## 牌坊文字
- 西面
  - 頂部中為「聖旨旌表」四字，右為「冰心囗囗」四字，左為「雪眼囗囗」四字。
  - 外側立柱對聯「名媊御輦臨三界、寳婺乘蓮下九霄」
  - 內側立柱對聯「曰耄曰耋曰期頤高囗囗囗、如言如容如功德炳煥千秋」
  - 下層左側串坊文字「囗」
  - 下層右側串坊文字「囗」
  - 中央上層石匾文字為「貞壽之門」
  - 中央下層石匾文字為「旌表劉母鄒孺人。鄒諱仕永公之女。劉諱惠公之妻。國子監太學生劉學仕之母。布政司理問劉朝鼎、從九品劉文鼎之祖母，生雍正六年戊申歲正月十五日辰時，厯今一百零三歲。道光十年立」
- 東面
  - 頂部中為「聖旨旌表」四字，右為「囗囗囗囗」四字，左為「囗囗囗囗」四字。
  - 外側立柱對聯「瑤池月冷冰猶囗、（宀䳡）[1]嶺松高䨮[2]未稀」
  - 內側立柱對聯「花甲重週來到一百二十囗囗囗、長囗再度算來三萬六千尚有餘」
  - 下層左側串坊文字「囗」
  - 下層右側串坊文字「囗」
  - 中央上層石匾文字為「五世同堂」
  - 中央下層石匾文字為「旌表劉母鄒孺人。鄒諱仕永公之女。劉諱惠公之妻。國子監太學生劉學仕之母。布政司理問劉朝鼎、從九品劉文鼎之祖母，生雍正六年戊申歲正月十五日辰時，厯今一百零三歲。道光十年立」

## 坊主
劉惠之妻鄒氏，生於雍正六年正月十五日（1728年2月24日），道光十年（1830年）已百有三歲。光緒《江津縣志》有載：“劉惠之妻鄒氏，年百有三歲，五世同堂，奉旨建坊旌表”